# كينت بلومر
كينت بلومر (بالإنجليزية: Kent Bloomer) هو فنان أمريكي، ولد في 31 مايو 1935 في ماونت فيرنون في الولايات المتحدة.

## وصلات خارجية
- الموقع الرسمي